# Ливада (станция)
Лива́да (укр. Ливада) — железнодорожная станция, которая находится в городе Первомайске Приднестровской республики. Является грузовой станцией, через которую возят уголь на Молдавскую ГРЭС.

## Движение поездов
Движение пассажирских поездов по станции отсутствует.